# País desarrollado
| 0,800–1,000 (muy alto) 0,700–0,799 (alto) 0,550–0,699 (medio) 0,350–0,549 (bajo) Sin datos |

Países según las clasificaciones de desarrollo económico del Fondo Monetario Internacional y de las Naciones Unidas.
Países desarrollados
Países en vías de desarrollo
Países menos desarrollados
Datos no disponibles

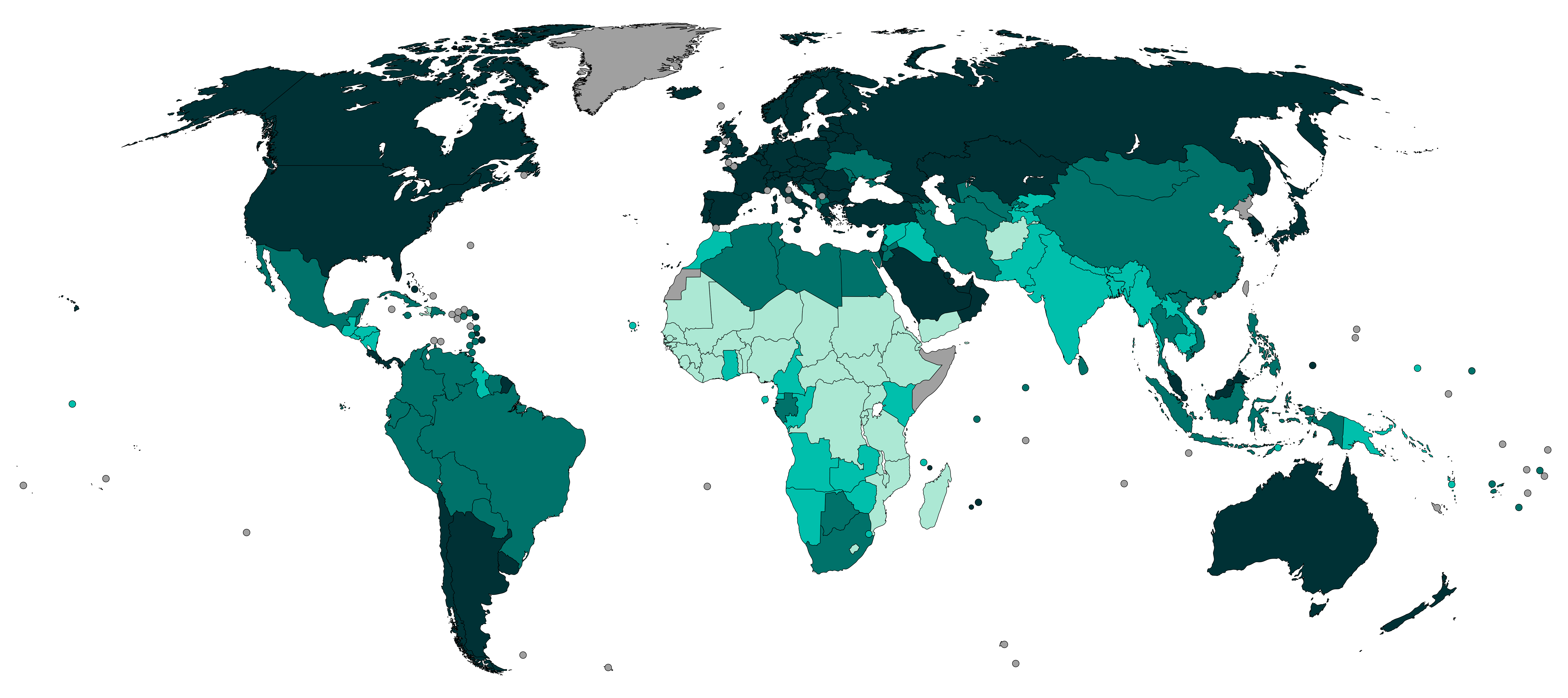
Países por categoría de índice de desarrollo humano (IDH), un indicador del Programa de las Naciones Unidas para el Desarrollo que clasifica a los países en niveles de desarrollo humano. Los países con un IDH "muy alto" están en el color más oscuro. (Datos de 2020).

Un país desarrollado, en general, es un país que posee un alto nivel de vida (un alto desarrollo humano). Uno de los indicadores más usados para considerar a un país como «desarrollado» es el índice de desarrollo humano (IDH). Dicho índice toma en cuenta la riqueza, la educación y la sanidad. Otro indicador el cual predomina frente a la definición de países desarrollados es lo que el Fondo Monetario Internacional (FMI) establece, como márgenes per cápita de países desarrollados, que van desde los 20 000 USD per cápita (nominal), y en el caso del per cápita PPA (paridad poder adquisitivo) va desde 22 000 USD en adelante, con lo cual se denominaría como países con economías avanzadas según el FMI, y países de ingresos altos según el Banco Mundial, y evidenciaría una economía desarrollada para cada país en particular generando como consecuencia un alto nivel de vida. 
No existe un consenso absoluto sobre todos los criterios usados para calificar el desarrollo. El criterio más fiable y aceptado es aquel extraído de los indicadores sociales sobre la calidad de vida. Aunque no existe total consenso sobre un indicador específico, se suele considerar que un país que tiene un IDH muy alto según la ONU, que tiene el estatus de economía avanzada sobre la base de los estatutos del FMI y además posee ingresos altos según el Banco Mundial, es efectivamente un país desarrollado.
Se considera que un desarrollo económico genera una alta calidad de vida. Si bien los países más industrializados, que han logrado una avanzada tecnología e innovación, alcanzan un elevado desarrollo humano como consecuencia, también hay muchos países que, por cuestiones diversas, han logrado un alto desarrollo humano, pero con medianos o bajos niveles tecnológicos e industriales. En teoría un país muy poblado necesita generar una alta industrialización para generar consiguientemente una alta calidad de vida, mientras que uno pequeño solo necesita generar una baja industrialización.[cita requerida]

## Definiciones
| #   | País                   | IDH   |
| --- | ---------------------- | ----- |
| 1°  | Islandia               | 0,972 |
| 2°  | Suiza                  | 0,970 |
| 2°  | Noruega                | 0,970 |
| 4°  | Dinamarca              | 0,962 |
| 5°  | Suecia                 | 0,959 |
| 6°  | Alemania               | 0,959 |
| 7°  | Australia              | 0,958 |
| 8°  | Países Bajos           | 0,955 |
| 8°  | Hong Kong              | 0,955 |
| 10° | Bélgica                | 0,951 |
| 11° | Irlanda                | 0,949 |
| 12° | Finlandia              | 0,948 |
| 13° | Reino Unido            | 0,946 |
| 13° | Singapur               | 0,946 |
| 15° | Emiratos Árabes Unidos | 0,940 |
| 16° | Canadá                 | 0,939 |
| 17° | Estados Unidos         | 0,938 |
| 17° | Nueva Zelanda          | 0,938 |
| 17° | Liechtenstein          | 0,938 |
| 20° | Corea del Sur          | 0,937 |
| 21° | Eslovenia              | 0,931 |
| 22° | Austria                | 0,930 |
| 23° | Japón                  | 0,925 |
| 24° | Malta                  | 0,924 |
| 25° | Luxemburgo             | 0,922 |
| 26° | Francia                | 0,920 |
| 27° | Israel                 | 0,919 |
| 28° | España                 | 0,918 |
| 29° | San Marino             | 0,915 |
| 29° | Italia                 | 0,915 |
| 29° | República Checa        | 0,915 |
| 32° | Andorra                | 0,913 |
| 32° | Chipre                 | 0,913 |
| 34° | Grecia                 | 0,908 |
| 35° | Polonia                | 0,906 |
| 36° | Estonia                | 0,905 |
| 37° | Arabia Saudita         | 0,900 |

Kofi Annan, exsecretario general de las Naciones Unidas, definió un país desarrollado como aquel que «provee a sus habitantes una vida libre y saludable en un ambiente seguro».
En el informe de desarrollo humano de 2013, El ascenso del sur: progreso humano en un mundo diverso, expresa que el IDH no es suficiente para medir el nivel de desarrollo de un país. El concepto del desarrollo humano es mucho más amplio de los indicadores que recoge el IDH o cualquier otro índice compuesto del Informe sobre Desarrollo Humano (IDH ajustado por la Desigualdad, Índice de Desigualdad de Género e Índice de Pobreza Multidimensional). El IDH, por ejemplo, no refleja la participación política ni las desigualdades de género. El IDH y los demás índices compuestos sólo ofrecen una representación amplia sobre algunas de las cuestiones clave del desarrollo humano, las desigualdades de género y la pobreza humana. Para obtener una idea más completa del nivel de desarrollo humano de un país es necesario analizar los demás indicadores y datos presentados en el anexo estadístico del informe.
El término subdesarrollo puede ser controvertido. La Real Academia Española lo define como el atraso de un país o región, que no habría alcanzado determinados niveles (socioeconómicos, culturales). Respecto a la primera parte de la definición, atraso de un país o región, el consenso entre expertos y no expertos suele ser unánime, las discrepancias surgen cuando tratan de definirse los «determinados» niveles.

### Deducciones
Debido a que hay países con un alto nivel de vida que no tienen, ni tuvieron en el pasado, a la ciencia ni a la industria como motores de su economía, se concluye que el nivel de industrialización e innovación no es un criterio absoluto para evaluar el desarrollo de una nación que en suma es el desarrollo de sus habitantes.[cita requerida] Algunas naciones, como las Mediterráneas, tienen como motor económico la construcción civil, el turismo, la agricultura y los servicios. Otros incluyen el turismo y las facilidades fiscales. También hay países que se benefician de grandes recursos minerales como motores de la economía y el desarrollo. La existencia de naciones que han tenido como fuente principal de su economía la industria e innovación, como por ejemplo permiten establecer una correlación entre industria y desarrollo. Los estados muy industriales y tecnológicos terminan logrando un alto desarrollo porque venden sus productos en todo el mundo.[cita requerida]

## Listas de países desarrollados
Varios organismos han publicado listas de países desarrollados según distintos criterios. El Fondo Monetario Internacional identifica 39 "economías avanzadas". La OCDE, conocida como el "club de los países desarrollados", consiste de 38 países miembros. El Banco Mundial identifica 81 "economías de altos ingresos".
Otros organismos han publicado informes con listas de países desarrollados, como las Naciones Unidas, la Agencia Central de Inteligencia de los Estados Unidos y algunos proveedores de índices bursátiles como el grupo europeo FTSE, MSCI, Standard & Poor's y el Dow Jones.

### Índice de desarrollo humano muy alto
|  | ≥ 0,900 0,850-0,899 0,800-0,849 0,750-0,799 0,700-0,749 | 0,650-0,699 0,600-0,649 0,550-0,599 0,500-0,549 0,450-0,499 | 0,400-0,449 ≤ 0,399 Sin datos |

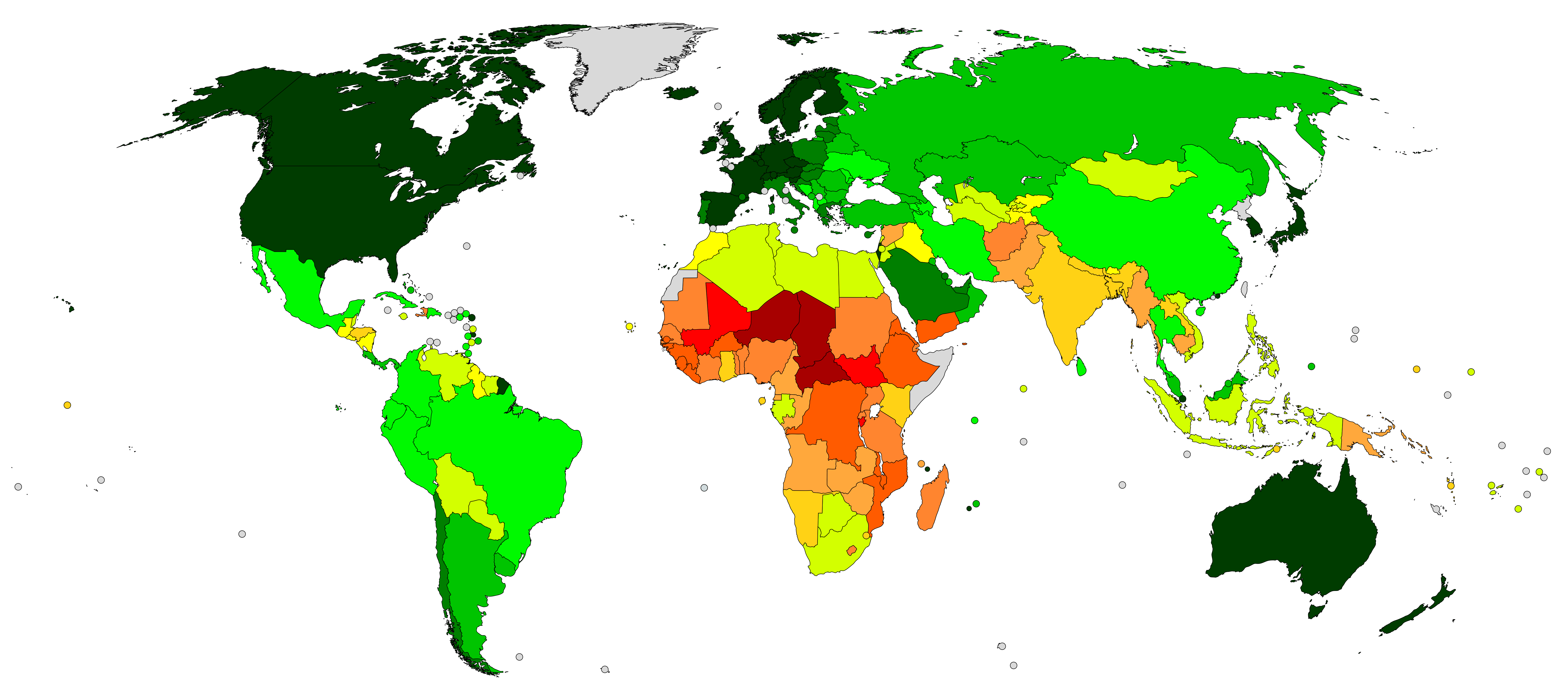
Distribución por tramos (basada en información proporcionada por el Informe de Desarrollo Humano 2020).

Lo siguiente es una tabla de países con un índice de desarrollo humano (IDH) "muy alto" con un puntaje de más de 0,800, según el informe de 2023/2024 del Programa de las Naciones Unidas para el Desarrollo.
1 país en África:
- Seychelles

12 países y 1 territorio en América:
- Antigua y Barbuda
- Argentina
- Bahamas
- Barbados
- Canadá
- Chile
- Costa Rica
- Estados Unidos
- Panamá
- Puerto Rico[13]
- San Cristóbal y Nieves
- Trinidad y Tobago
- Uruguay

15 países y 1 territorio en Asia:
- Arabia Saudita
- Baréin
- Brunéi
- Catar
- Corea del Sur
- EAU
- Hong Kong
- Israel
- Japón
- Kazajistán
- Kuwait
- Malasia
- Omán
- Singapur
- Tailandia
- Turquía

38 países en Europa:
- Alemania
- Andorra
- Austria
- Bélgica
- Bielorrusia
- Chipre
- Croacia
- Dinamarca
- Eslovaquia
- Eslovenia
- España
- Estonia
- Finlandia
- Francia
- Georgia
- Grecia
- Hungría
- Irlanda
- Islandia
- Italia
- Letonia
- Liechtenstein
- Lituania
- Luxemburgo
- Malta
- Montenegro
- Noruega
- Países Bajos
- Polonia
- Portugal
- Reino Unido
- República Checa
- Rumania
- Rusia
- San Marino
- Serbia
- Suecia
- Suiza

2 países en Oceanía:
- Australia
- Nueva Zelanda

### Economías avanzadas (FMI)

Economías avanzadas según el Fondo Monetario Internacional (2020).

Según el Fondo Monetario Internacional (FMI), en 2020 había 36 países y tres territorios clasificados como una "economía avanzada".
2 países y 1 territorio en América:
- Canadá
- Estados Unidos
- Puerto Rico

5 países y 2 territorios en Asia:
- Corea del Sur
- Hong Kong
- Israel
- Japón
- Macao
- Singapur
- Taiwán

27 países en Europa:
- Alemania
- Austria
- Bélgica
- Chipre
- Dinamarca
- Eslovaquia
- Eslovenia
- España
- Estonia
- Finlandia
- Francia
- Grecia
- Irlanda
- Islandia
- Italia
- Letonia
- Lituania
- Luxemburgo
- Malta
- Noruega
- Países Bajos
- Portugal
- Reino Unido
- República Checa
- San Marino
- Suecia
- Suiza

2 países en Oceanía:
- Australia
- Nueva Zelanda

### Economías de altos ingresos (Banco Mundial)

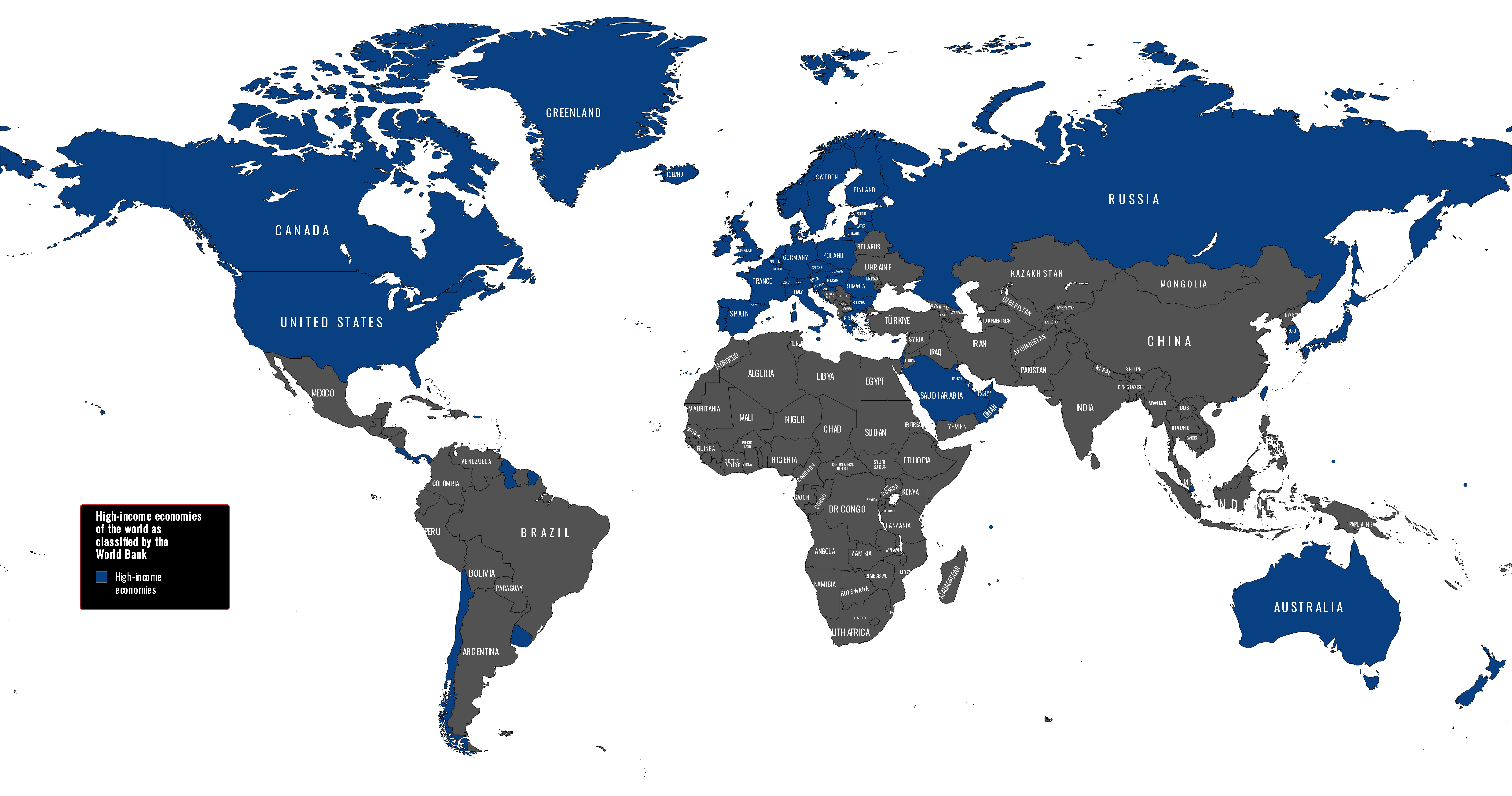
Países de ingresos altos según el Banco Mundial (2023).

Según el Banco Mundial, en 2020 había 62 países y 21 territorios clasificados como una economía de altos ingresos, definido como una economía con una renta nacional bruta de más de $12,536.
2 países en África:
- Mauricio (2019-)
- Seychelles (2014–)

10 países y 11 territorios en América:
- Antigua y Barbuda (2002, 2005–08, 2012–)
- Aruba (1987-90, 94-)
- Bahamas (1987-)
- Barbados (1989, 2000, 2002, 2006-)
- Bermudas (1987-)
- Canadá (1987-)
- Chile (2012-)
- Curazao (2010-)
- Estados Unidos (1987-)
- Groenlandia (1987-)
- Islas Caimán (1993-)
- Panamá (2017-2019, 2021-)
- Puerto Rico (1989, 2002-)
- San Cristóbal y Nieves (2012-)
- San Martín (Francia) (2010-)
- San Martín (Países Bajos) (2010-)
- Trinidad y Tobago (2006-)
- Islas Turcas y Caicos (2009-)
- Uruguay (2012-)
- Islas Vírgenes Británicas (2015-)
- Islas Vírgenes de los Estados Unidos (1987-)

12 países y 2 territorios en Asia:
- Arabia Saudita (1987-89, 2004-)
- Baréin (1987-89, 2001-)
- Brunéi (1987, 1990-)
- Catar (1987-)
- Corea del Sur (1995-97, 2001-)
- EAU (1987-)
- Hong Kong
- Israel (1987-)
- Japón (1987-)
- Kuwait (1987-)
- Macao (1994-)
- Omán (2007-)
- Singapur (1987-)
- Taiwán

34 países y 4 territorios en Europa:
- Alemania (1987-)
- Andorra (1990-)
- Austria (1987-)
- Bélgica (1987-)
- Chipre (1988-)
- Croacia (2008-2015, 2017-)
- Dinamarca (1987-)
- Eslovaquia (2007-)
- Eslovenia (1997-)
- España (1987-)
- Estonia (2006-)
- Finlandia (1987-)
- Francia (1987-)
- Gibraltar (2009-)
- Grecia (1996-)
- Hungría (2007-11, 2014-)
- Irlanda (1987-)
- Islandia (1987-)
- Islas del Canal (1987-)
- Islas Feroe (1987-)
- Isla de Man (1987-89, 2002-)
- Italia (1987-)
- Letonia (2009, 2012-)
- Liechtenstein (1994-)
- Lituania (2012-)
- Luxemburgo (1987-)
- Malta (1989, 1998, 2000, 2002-)
- Mónaco (1994-)
- Noruega (1987-)
- Países Bajos (1987-)
- Polonia
- Portugal (1994-)
- Reino Unido (1987-)
- República Checa (2006-)
- Rusia (2012-2014, 2023-)
- Rumania (2019, 2021-)
- San Marino (1991-93, 2000-)
- Suecia (1987-)
- Suiza (1987-)

4 países y 4 territorios en Oceanía:
- Australia (1987-)
- Guam (1987-89, 95-)
- Islas Marianas del Norte (1995-2001, 2007-)
- Nauru (2015, 2019-)
- Nueva Caledonia (1995-)
- Nueva Zelanda (1987-)
- Palaos (2016–)
- Polinesia Francesa (1990-)

#### Antiguas economías de altos ingresos
- Antillas Neerlandesas (1994–2009)*
- Argentina (2013, 2015, 2017)
- Guinea Ecuatorial (2007-2014)
- Mayotte (1990)
- Samoa Americana (1987-89)
- Venezuela (2014)

* Disuelto el 10 de octubre de 2010 para formar el actual Curazao y San Martín.

### Miembros de la OCDE

Países miembros de la OCDE (38).
Miembros fundadores en 1961
Miembros después de 1961

El organismo internacional de la OCDE reúne a países de mayor desarrollo y actualmente conforma 38 países miembros.
6 países en América:
- Canadá
- Chile
- Colombia
- Costa Rica
- Estados Unidos
- México

4 países en Asia:
- Corea del Sur
- Israel
- Japón
- Turquía

26 países en Europa:
- Alemania
- Austria
- Bélgica
- Dinamarca
- Eslovaquia
- Eslovenia
- España
- Estonia
- Finlandia
- Francia
- Grecia
- Hungría
- Irlanda
- Islandia
- Italia
- Letonia
- Lituania
- Luxemburgo
- Noruega
- Países Bajos
- Polonia
- Portugal
- Reino Unido
- República Checa
- Suecia
- Suiza

2 países en Oceanía:
- Australia
- Nueva Zelanda

## Tabla comparativa (2023)
Lo siguiente es una tabla comparativa de países, organizada según los siguientes criterios que pueden ser considerados estándares para ser clasificado como un país desarrollado: países con un "muy alto" índice de desarrollo humano (IDH) (igual o superior a 0.800), según el PNUD; economías "avanzadas", según el Fondo Monetario Internacional (FMI); economías de altos ingresos, según el Banco Mundial e ingresos per cápita por paridad de poder adquisitivo superiores a $25,000 anuales, según el FMI.
| Países desarrollados   | Países desarrollados | Países desarrollados    | Países desarrollados                       | Países desarrollados      |
| País                   | IDH muy alto         | Economía avanzada (FMI) | Economía de altos ingresos (Banco Mundial) | PIB (PPA) per cápita 2023 |
| 2023                   | 2023                 | 2023                    | 2023                                       | 2023                      |
| ---------------------- | -------------------- | ----------------------- | ------------------------------------------ | ------------------------- |
| Croacia                | Sí desde 2007        | Sí desde 2023           | Sí desde 2017                              | Sí desde 2016             |
| 2020                   |                      |                         |                                            |                           |
| Andorra                | Sí desde 2003        | Sí desde 2020           | Sí desde 1990                              | Sí desde 2010             |
| 2016                   |                      |                         |                                            |                           |
| Letonia                | Sí desde 2005        | Sí desde 2014           | Sí desde 2012                              | Sí desde 2016             |
| 2015                   |                      |                         |                                            |                           |
| Lituania               | Sí desde 2005        | Sí desde 2015           | Sí desde 2012                              | Sí desde 2013             |
| 2013                   |                      |                         |                                            |                           |
| Grecia                 | Sí desde 2001        | Sí desde 1989           | Sí desde 1996                              | Sí desde 2013             |
| 2012                   |                      |                         |                                            |                           |
| Estonia                | Sí desde 2003        | Sí desde 2011           | Sí desde 2006                              | Sí desde 2012             |
| San Marino             | Sí desde 2021        | Sí desde 2012           | Sí desde 2000                              | Sí anterior a 2004        |
| 2011                   |                      |                         |                                            |                           |
| Eslovaquia             | Sí desde 2006        | Sí desde 2009           | Sí desde 2007                              | Sí desde 2011             |
| 2009                   |                      |                         |                                            |                           |
| República Checa        | Sí desde 2001        | Sí desde 2009           | Sí desde 2006                              | Sí desde 2006             |
| 2008                   |                      |                         |                                            |                           |
| Malta                  | Sí desde 2003        | Sí desde 2008           | Sí desde 2002                              | Sí desde 2007             |
| 2007                   |                      |                         |                                            |                           |
| Eslovenia              | Sí desde 1998        | Sí desde 2007           | Sí desde 1997                              | Sí desde 2006             |
| Portugal               | Sí desde 2005        | Sí desde 1989           | Sí desde 1994                              | Sí desde 2007             |
| 2006                   |                      |                         |                                            |                           |
| Israel                 | Sí desde 1991        | Sí desde 1997           | Sí desde 1987                              | Sí desde 2006             |
| Corea del Sur          | Sí desde 1999        | Sí desde 1997           | Sí desde 2001                              | Sí desde 2006             |
| 2003                   |                      |                         |                                            |                           |
| Nueva Zelanda          | Sí anterior a 1990   | Sí desde 1945           | Sí desde 1987                              | Sí desde 2003             |
| 2002                   |                      |                         |                                            |                           |
| Chipre                 | Sí desde 2001        | Sí desde 2001           | Sí desde 1988                              | Sí desde 2002             |
| 2001                   |                      |                         |                                            |                           |
| España                 | Sí desde 1995        | Sí desde 1945           | Sí desde 1987                              | Sí desde 2001             |
| 1999                   |                      |                         |                                            |                           |
| Singapur               | Sí desde 1999        | Sí desde 1997           | Sí desde 1987                              | Sí desde 1991             |
| Finlandia              | Sí desde 1994        | Sí desde 1945           | Sí desde 1987                              | Sí desde 1999             |
| Reino Unido            | Sí desde 1992        | Sí desde 1945           | Sí desde 1987                              | Sí desde 1999             |
| 1998                   |                      |                         |                                            |                           |
| Irlanda                | Sí desde 1996        | Sí desde 1945           | Sí desde 1987                              | Sí desde 1998             |
| Islandia               | Sí anterior a 1990   | Sí desde 1945           | Sí desde 1987                              | Sí desde 1998             |
| Suecia                 | Sí anterior a 1990   | Sí desde 1945           | Sí desde 1987                              | Sí desde 1998             |
| Francia                | Sí desde 1993        | Sí desde 1945           | Sí desde 1987                              | Sí desde 1998             |
| 1997                   |                      |                         |                                            |                           |
| Australia              | Sí anterior a 1990   | Sí desde 1945           | Sí desde 1987                              | Sí desde 1997             |
| Bélgica                | Sí anterior a 1990   | Sí desde 1945           | Sí desde 1987                              | Sí desde 1997             |
| Canadá                 | Sí anterior a 1990   | Sí desde 1945           | Sí desde 1987                              | Sí desde 1997             |
| 1996                   |                      |                         |                                            |                           |
| Italia                 | Sí desde 1995        | Sí desde 1945           | Sí desde 1987                              | Sí desde 1996             |
| Austria                | Sí desde 1992        | Sí desde 1945           | Sí desde 1987                              | Sí desde 1996             |
| Alemania               | Sí anterior a 1990   | Sí desde 1945           | Sí desde 1987                              | Sí desde 1996             |
| Japón                  | Sí anterior a 1990   | Sí desde 1945           | Sí desde 1987                              | Sí desde 1996             |
| 1995                   |                      |                         |                                            |                           |
| Países Bajos           | Sí anterior a 1990   | Sí desde 1945           | Sí desde 1987                              | Sí desde 1995             |
| 1994                   |                      |                         |                                            |                           |
| Dinamarca              | Sí desde 1991        | Sí desde 1945           | Sí desde 1987                              | Sí desde 1994             |
| 1992                   |                      |                         |                                            |                           |
| Luxemburgo             | Sí desde 1992        | Sí desde 1945           | Sí desde 1987                              | Sí desde 1986             |
| Estados Unidos         | Sí anterior a 1990   | Sí desde 1945           | Sí desde 1987                              | Sí desde 1992             |
| 1988                   |                      |                         |                                            |                           |
| Noruega                | Sí anterior a 1990   | Sí desde 1945           | Sí desde 1987                              | Sí desde 1988             |
| 1987                   |                      |                         |                                            |                           |
| Suiza                  | Sí anterior a 1990   | Sí desde 1945           | Sí desde 1987                              | Sí desde 1986             |
| En proceso             |                      |                         |                                            |                           |
| País                   | IDH muy alto         | Economía avanzada (FMI) | Economía de altos ingresos (Banco Mundial) | PIB (PPA) per cápita 2023 |
| Rusia                  | Sí desde 2013        | No                      | Sí desde 2023                              | Sí desde 2017             |
| Antigua y Barbuda      | Sí desde 2010        | No                      | Sí desde 2012                              | Sí desde 2023             |
| Uruguay                | Sí desde 2014        | No                      | Sí desde 2012                              | Sí desde 2022             |
| Bahamas                | Sí desde 2022        | No                      | Sí desde 1987                              | Sí desde 1999             |
| Seychelles             | Sí desde 2022        | No                      | Sí desde 2014                              | Sí desde 2016             |
| Chile                  | Sí desde 2007        | No                      | Sí desde 2012                              | Sí desde 2021             |
| Rumania                | Sí desde 2013        | No                      | Sí desde 2021                              | Sí desde 2017             |
| Panamá                 | Sí desde 2019        | No                      | Sí desde 2021                              | Sí desde 2015             |
| San Cristóbal y Nieves | Sí desde 2015        | No                      | Sí desde 2012                              | Sí desde 2017             |
| Omán                   | Si desde 2015        | No                      | Sí desde 2007                              | Sí desde 1990             |
| Trinidad y Tobago      | Sí desde 2015        | No                      | Sí desde 2006                              | Sí desde 2006             |
| Hungría                | Sí desde 2005        | No                      | Sí desde 2014                              | Sí desde 2014             |
| Polonia                | Sí desde 2003        | No                      | Sí desde 2009                              | Sí desde 2014             |
| Arabia Saudita         | Sí desde 2010        | No                      | Sí desde 2004                              | Sí anterior a 1980        |
| Emiratos Árabes Unidos | Sí desde 2010        | No                      | Sí desde 1987                              | Sí anterior a 1980        |
| Baréin                 | Sí desde 2010        | No                      | Sí desde 2001                              | Sí desde 1983             |
| Kuwait                 | Sí desde 2010        | No                      | Sí desde 1987                              | Sí desde 1992             |
| Brunéi                 | Sí desde 2010        | No                      | Sí desde 1990                              | Sí anterior a 1985        |
| Catar                  | Sí desde 2010        | No                      | Sí desde 1987                              | Sí anterior a 1980        |

## Clasificaciones
La siguiente lista presenta los países destacados de la tabla comparativa anterior con la mejor posición en rankings.

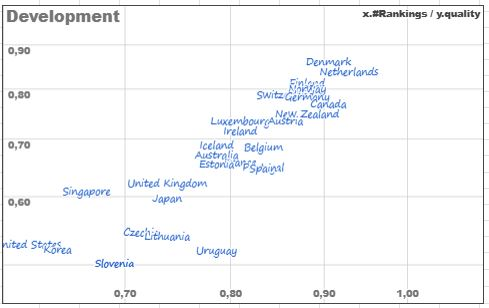
Ranking

| Rank | Países         | CALIDAD                     | DemocraciaThe Economist | Corrupción Transparency | Calidad de Vida Mercer | Calidad de Vida Numbeo | Calidad de vida digital Surfshark | Costo de Vida Mercer | Costo de vida Numbeo | IDH UN      | PIB per cápita PPA IMF | Calidad Institucional Relial | Paz IEP | Prosperidad Legatum | Libertad Económica Heritage | Libertad Humana Fraser | Libertad Política/Social Freedom House | Competitividad WEF | Gay friendly Spartacus | Ley Matrimonio LGBT | Ley Aborto | Ley Cannabis | Ley Eutanasia | Transición Energía WEF | Medio Ambiente EPI Yale | Futuro verde MIT | Felicidad Oxford University | Progreso Social | Talento INSEAD | Innovación WIPO | AI Oxford Insights | PISA ciencias OCDE | PISA lectura OCDE | PISA mats OCDE | Velocidad internet celular Speedtest | Velocidad internet fijo Speedtest | Resiliencia FMGlobal | Estado frágil FFP | E-gobierno UN | Habilidad inglés EF | Libertad de prensa RSF | Estado de derecho WJP | Buen gobierno Chandler | Derecho laboral ITUC |
| ---- | -------------- | --------------------------- | ----------------------- | ----------------------- | ---------------------- | ---------------------- | --------------------------------- | -------------------- | -------------------- | ----------- | ---------------------- | ---------------------------- | ------- | ------------------- | --------------------------- | ---------------------- | -------------------------------------- | ------------------ | ---------------------- | ------------------- | ---------- | ------------ | ------------- | ---------------------- | ----------------------- | ---------------- | --------------------------- | --------------- | -------------- | --------------- | ------------------ | ------------------ | ----------------- | -------------- | ------------------------------------ | --------------------------------- | -------------------- | ----------------- | ------------- | ------------------- | ---------------------- | --------------------- | ---------------------- | -------------------- |
| Rank | Países         | CALIDAD                     | 02/25                   | 01/25                   | 07/24                  | 01/25                  | 09/24                             | 06/25                | 01/25                | 03/25       | 10/24                  | 08/24                        | 06/25   | 04/25               | 03/25                       | 12/24                  | 03/25                                  | 12/24              | 03/25                  | 01/25               | 01/25      | 01/25        | 01/25         | 06/25                  | 06/26                   | 04/25            | 03/25                       | 01/25           | 11/24          | 09/24           | 12/24              | 12/25              | 12/25             | 12/25          | 01/24                                | 01/24                             | 06/25                | 07/24             | 09/24         | 11/24               | 05/25                  | 10/24                 | 05/25                  | 06/25                |
| Rank | Países         | 1-(SUMRanks /(#Ranks *100)) | full                    | > score 70              | 100                    | > score 130            | > score 0.6                       | 100                  | < score 50           | > very high | >22000                 | > score 0,7                  | < 1.8   | > score 60          | > mostly free               | > score 8              | > score 90                             | > score 60         | > score 8              | 1                   | 1          | 1            | 1             | > score 60             | > score 60              | > score 5        | > score 6,6                 | > tier 2        | > score 60     | > 2nd quartile  | > score 60         | > score 400        | > score 400       | > score 400    | > 70mb                               | > 170mb                           | > score 70           | > green           | > score 0,80  | > high              | < score 70             | > score 70            | > score 0.6            | < rating 2           |
| 1    | Dinamarca      | 0,86                        | 6                       | 1                       | 4                      | 4                      | 3                                 | 100                  | 100                  | 5           | 12                     | 1                            | 8       | 1                   | 7                           | 3                      | 8                                      | 10                 | 8                      | 1                   | 1          | 100          | 100           | 2                      | 10                      | 4                | 2                           | 1               | 4              | 9               | 11                 | 19                 | 15                | 12             | 4                                    | 10                                | 1                    | 6                 | 1             | 4                   | 2                      | 1                     | 2                      | 8                    |
| 1    | Países Bajos   | 0,84                        | 9                       | 8                       | 11                     | 2                      | 12                                | 100                  | 100                  | 10          | 16                     | 6                            | 18      | 6                   | 11                          | 11                     | 9                                      | 4                  | 21                     | 1                   | 1          | 100          | 1             | 10                     | 12                      | 6                | 6                           | 9               | 5              | 7               | 10                 | 25                 | 35                | 10             | 9                                    | 15                                | 21                   | 11                | 9             | 1                   | 4                      | 7                     | 9                      | 29                   |
| 1    | Finlandia      | 0,81                        | 5                       | 2                       | 34                     | 5                      | 2                                 | 100                  | 100                  | 12          | 27                     | 4                            | 13      | 4                   | 12                          | 9                      | 1                                      | 11                 | 13                     | 1                   | 1          | 100          | 100           | 3                      | 4                       | 2                | 1                           | 3               | 6              | 6               | 4                  | 9                  | 14                | 20             | 14                                   | 100                               | 7                    | 3                 | 2             | 14                  | 5                      | 3                     | 3                      | 29                   |
| 1    | Suecia         | 0,80                        | 4                       | 6                       | 26                     | 14                     | 11                                | 100                  | 100                  | 5           | 20                     | 7                            | 39      | 2                   | 9                           | 5                      | 2                                      | 8                  | 13                     | 1                   | 1          | 100          | 100           | 1                      | 6                       | 5                | 4                           | 5               | 9              | 2               | 14                 | 19                 | 18                | 22             | 20                                   | 100                               | 6                    | 10                | 6             | 6                   | 3                      | 4                     | 6                      | 8                    |
| 2    | Noruega        | 0,80                        | 1                       | 4                       | 24                     | 8                      | 26                                | 100                  | 100                  | 2           | 10                     | 5                            | 28      | 3                   | 10                          | 10                     | 4                                      | 17                 | 8                      | 1                   | 1          | 100          | 100           | 6                      | 7                       | 3                | 7                           | 2               | 7              | 19              | 13                 | 32                 | 24                | 32             | 5                                    | 100                               | 8                    | 1                 | 17            | 5                   | 1                      | 2                     | 5                      | 8                    |
| 2    | Suiza          | 0,79                        | 8                       | 6                       | 2                      | 7                      | 9                                 | 100                  | 100                  | 1           | 7                      | 2                            | 6       | 5                   | 2                           | 1                      | 13                                     | 5                  | 6                      | 1                   | 1          | 100          | 100           | 4                      | 9                       | 20               | 9                           | 6               | 1              | 1               | 24                 | 13                 | 19                | 8              | 28                                   | 13                                | 4                    | 5                 | 23            | 30                  | 9                      | 100                   | 4                      | 100                  |
| 2    | Alemania       | 0,78                        | 12                      | 9                       | 6                      | 12                     | 4                                 | 100                  | 100                  | 7           | 24                     | 10                           | 20      | 9                   | 18                          | 21                     | 27                                     | 7                  | 8                      | 1                   | 1          | 1            | 100           | 11                     | 3                       | 11               | 24                          | 10              | 14             | 8               | 8                  | 22                 | 21                | 24             | 100                                  | 100                               | 5                    | 14                | 22            | 10                  | 10                     | 5                     | 8                      | 8                    |
| 2    | Canadá         | 0,77                        | 13                      | 12                      | 8                      | 33                     | 22                                | 86                   | 100                  | 18          | 28                     | 12                           | 11      | 13                  | 16                          | 13                     | 10                                     | 14                 | 1                      | 1                   | 1          | 1            | 1             | 27                     | 28                      | 14               | 15                          | 15              | 13             | 15              | 5                  | 8                  | 8                 | 9              | 32                                   | 18                                | 100                  | 7                 | 32            | 100                 | 14                     | 12                    | 12                     | 100                  |
| 2    | Nueva Zelanda  | 0,75                        | 2                       | 3                       | 3                      | 17                     | 27                                | 82                   | 100                  | 16          | 37                     | 3                            | 4       | 10                  | 6                           | 2                      | 3                                      | 19                 | 1                      | 1                   | 1          | 100          | 1             | 25                     | 100                     | 100              | 11                          | 14              | 18             | 27              | 49                 | 11                 | 10                | 23             | 42                                   | 20                                | 20                   | 4                 | 4             | 100                 | 19                     | 8                     | 13                     | 29                   |
| 2    | Luxemburgo     | 0,73                        | 11                      | 9                       | 16                     | 1                      | 5                                 | 100                  | 100                  | 20          | 1                      | 9                            | 100     | 7                   | 5                           | 8                      | 7                                      | 18                 | 13                     | 1                   | 1          | 1            | 1             | 18                     | 2                       | 16               | 8                           | 7               | 11             | 21              | 22                 | 100                | 100               | 100            | 17                                   | 100                               | 2                    | 9                 | 26            | 22                  | 11                     | 6                     | 7                      | 100                  |
| 2    | Austria        | 0,73                        | 18                      | 20                      | 1                      | 9                      | 8                                 | 100                  | 100                  | 22          | 19                     | 15                           | 3       | 14                  | 100                         | 24                     | 29                                     | 21                 | 13                     | 1                   | 1          | 100          | 100           | 8                      | 8                       | 22               | 14                          | 11              | 17             | 18              | 15                 | 23                 | 21                | 16             | 30                                   | 100                               | 14                   | 13                | 20            | 3                   | 32                     | 11                    | 19                     | 8                    |
| 2    | Irlanda        | 0,72                        | 7                       | 11                      | 43                     | 29                     | 23                                | 100                  | 100                  | 7           | 3                      | 8                            | 2       | 11                  | 3                           | 4                      | 5                                      | 24                 | 13                     | 1                   | 1          | 100          | 100           | 100                    | 16                      | 15               | 17                          | 12              | 12             | 22              | 20                 | 11                 | 2                 | 11             | 100                                  | 100                               | 11                   | 8                 | 30            | 100                 | 8                      | 10                    | 10                     | 8                    |
| 3    | Islandia       | 0,69                        | 3                       | 19                      | 100                    | 3                      | 100                               | 100                  | 100                  | 3           | 17                     | 14                           | 1       | 8                   | 23                          | 7                      | 23                                     | 26                 | 8                      | 1                   | 1          | 100          | 100           | 7                      | 20                      | 1                | 3                           | 4               | 15             | 20              | 21                 | 40                 | 42                | 37             | 7                                    | 5                                 | 100                  | 2                 | 5             | 100                 | 18                     | 100                   | 23                     | 8                    |
| 3    | Bélgica        | 0,68                        | 100                     | 16                      | 36                     | 27                     | 21                                | 100                  | 100                  | 12          | 22                     | 20                           | 16      | 18                  | 100                         | 22                     | 12                                     | 22                 | 21                     | 1                   | 1          | 100          | 1             | 34                     | 14                      | 12               | 16                          | 13              | 16             | 23              | 28                 | 23                 | 23                | 12             | 36                                   | 100                               | 9                    | 20                | 39            | 7                   | 16                     | 16                    | 21                     | 100                  |
| 3    | Australia      | 0,67                        | 14                      | 14                      | 9                      | 22                     | 30                                | 100                  | 100                  | 10          | 25                     | 13                           | 19      | 15                  | 13                          | 14                     | 18                                     | 16                 | 6                      | 1                   | 100        | 100          | 100           | 22                     | 23                      | 100              | 10                          | 8               | 8              | 24              | 12                 | 10                 | 12                | 16             | 26                                   | 100                               | 13                   | 12                | 7             | 100                 | 39                     | 13                    | 15                     | 100                  |
| 3    | Francia        | 0,66                        | 23                      | 20                      | 32                     | 32                     | 1                                 | 100                  | 100                  | 28          | 29                     | 24                           | 100     | 23                  | 100                         | 100                    | 100                                    | 15                 | 21                     | 1                   | 1          | 100          | 100           | 5                      | 13                      | 9                | 27                          | 24              | 19             | 11              | 6                  | 26                 | 28                | 26             | 24                                   | 7                                 | 17                   | 18                | 19            | 43                  | 21                     | 21                    | 18                     | 29                   |
| 3    | Estonia        | 0,65                        | 100                     | 12                      | 91                     | 10                     | 7                                 | 100                  | 100                  | 31          | 48                     | 11                           | 24      | 21                  | 8                           | 5                      | 17                                     | 31                 | 100                    | 1                   | 1          | 100          | 100           | 9                      | 1                       | 100              | 100                         | 18              | 20             | 16              | 17                 | 6                  | 6                 | 7              | 18                                   | 100                               | 22                   | 27                | 8             | 23                  | 6                      | 9                     | 17                     | 29                   |
| 3    | Portugal       | 0,65                        | 100                     | 100                     | 39                     | 20                     | 29                                | 100                  | 44                   | 42          | 44                     | 23                           | 7       | 26                  | 100                         | 23                     | 16                                     | 34                 | 1                      | 1                   | 1          | 100          | 1             | 14                     | 26                      | 18               | 100                         | 23              | 27             | 30              | 25                 | 29                 | 24                | 29             | 29                                   | 21                                | 30                   | 16                | 38            | 8                   | 7                      | 100                   | 27                     | 29                   |
| 3    | España         | 0,65                        | 23                      | 100                     | 46                     | 13                     | 6                                 | 100                  | 49                   | 27          | 40                     | 28                           | 23      | 24                  | 100                         | 31                     | 38                                     | 23                 | 1                      | 1                   | 1          | 100          | 1             | 16                     | 21                      | 10               | 100                         | 25              | 29             | 29              | 27                 | 28                 | 28                | 27             | 100                                  | 11                                | 18                   | 100               | 18            | 35                  | 30                     | 24                    | 29                     | 29                   |
| 3    | Reino Unido    | 0,62                        | 18                      | 20                      | 45                     | 26                     | 15                                | 100                  | 100                  | 15          | 31                     | 16                           | 34      | 12                  | 100                         | 17                     | 35                                     | 9                  | 21                     | 1                   | 100        | 100          | 100           | 13                     | 5                       | 7                | 20                          | 21              | 10             | 4               | 3                  | 14                 | 13                | 12             | 100                                  | 100                               | 15                   | 100               | 11            | 100                 | 23                     | 15                    | 11                     | 100                  |
| 3    | Singapur       | 0,61                        | 100                     | 5                       | 29                     | 25                     | 10                                | 100                  | 100                  | 9           | 4                      | 25                           | 5       | 17                  | 1                           | 100                    | 100                                    | 1                  | 100                    | 100                 | 1          | 100          | 100           | 100                    | 100                     | 100              | 100                         | 22              | 2              | 5               | 2                  | 1                  | 1                 | 1              | 21                                   | 1                                 | 3                    | 15                | 12            | 2                   | 100                    | 17                    | 1                      | 29                   |
| 4    | Japón          | 0,60                        | 16                      | 16                      | 47                     | 11                     | 16                                | 66                   | 100                  | 24          | 36                     | 19                           | 17      | 16                  | 100                         | 16                     | 11                                     | 6                  | 100                    | 100                 | 100        | 100          | 100           | 26                     | 27                      | 28               | 100                         | 16              | 26             | 13              | 9                  | 2                  | 2                 | 5              | 100                                  | 16                                | 31                   | 19                | 14            | 100                 | 100                    | 14                    | 22                     | 29                   |
| 4    | Chequia        | 0,54                        | 100                     | 100                     | 100                    | 23                     | 25                                | 100                  | 51                   | 32          | 42                     | 22                           | 12      | 25                  | 24                          | 20                     | 19                                     | 32                 | 100                    | 100                 | 1          | 100          | 100           | 100                    | 17                      | 100              | 18                          | 19              | 23             | 31              | 31                 | 18                 | 15                | 16             | 34                                   | 100                               | 26                   | 100               | 45            | 26                  | 17                     | 20                    | 24                     | 29                   |
| 4    | Lituania       | 0,54                        | 100                     | 100                     | 87                     | 19                     | 13                                | 100                  | 50                   | 37          | 41                     | 21                           | 31      | 32                  | 15                          | 17                     | 100                                    | 39                 | 100                    | 100                 | 1          | 100          | 100           | 24                     | 22                      | 100              | 19                          | 31              | 100            | 34              | 35                 | 29                 | 32                | 24             | 19                                   | 100                               | 28                   | 28                | 24            | 21                  | 13                     | 18                    | 25                     | 29                   |
| 4    | Estados Unidos | 0,53                        | 100                     | 100                     | 37                     | 15                     | 19                                | 100                  | 100                  | 20          | 9                      | 18                           | 100     | 19                  | 25                          | 17                     | 100                                    | 2                  | 100                    | 1                   | 100        | 100          | 100           | 19                     | 100                     | 19               | 23                          | 29              | 3              | 3               | 1                  | 16                 | 9                 | 34             | 11                                   | 6                                 | 100                  | 100               | 10            | 100                 | 100                    | 26                    | 16                     | 100                  |
| 4    | Corea          | 0,52                        | 22                      | 100                     | 100                    | 37                     | 20                                | 100                  | 100                  | 19          | 30                     | 27                           | 46      | 29                  | 14                          | 28                     | 100                                    | 13                 | 100                    | 100                 | 100        | 100          | 100           | 23                     | 100                     | 8                | 100                         | 17              | 24             | 10              | 7                  | 5                  | 4                 | 6              | 6                                    | 100                               | 32                   | 21                | 3             | 49                  | 100                    | 19                    | 19                     | 100                  |
| 4    | Uruguay        | 0,52                        | 14                      | 16                      | 89                     | 41                     | 100                               | 100                  | 100                  | 52          | 67                     | 31                           | 52      | 38                  | 100                         | 100                    | 14                                     | 54                 | 8                      | 1                   | 1          | 1            | 100           | 33                     | 100                     | 26               | 26                          | 38              | 100            | 63              | 46                 | 45                 | 43                | 53             | 40                                   | 24                                | 44                   | 23                | 35            | 39                  | 100                    | 25                    | 31                     | 29                   |
| 4    | Eslovenia      | 0,50                        | 100                     | 100                     | 78                     | 16                     | 35                                | 100                  | 53                   | 22          | 38                     | 36                           | 9       | 27                  | 100                         | 100                    | 15                                     | 35                 | 100                    | 1                   | 1          | 100          | 100           | 29                     | 25                      | 100              | 21                          | 20              | 28             | 33              | 39                 | 14                 | 33                | 19             | 41                                   | 100                               | 42                   | 17                | 21            | 100                 | 42                     | 100                   | 26                     | 100                  |